# وایت‌چپل، لندن
وایت‌چپل (محله) (به انگلیسی: Whitechapel) یک ناحیه واقع در لندن، بریتانیا است که در منطقه تاور هملتس لندن واقع شده‌است. این محله از محله‌های مهاجرنشین و فقیرنشین لندن است که در قرن نوزدهم و بیستم تعداد زیادی یهودی در آن ساکن بودند. این محله محل وقوع قتل‌های وایت‌چپل که توسط جک قاتل صورت گرفت است، و محل دستگیری اعضای بلادز در خارج از خاک آمریکا است.